# Gmina Kozielice
Die Gmina Kozielice (deutsch Gemeinde Köselitz) ist eine Landgemeinde in der Woiwodschaft Westpommern in Polen. Sie gehört zum Powiat Pyrzycki (Pyritzer Kreis). Der Verwaltungssitz befindet sich in Kozielice (Köselitz).

## Allgemeines
Die Gemeinde umfasst ein Gebiet von 94,51 km². Hier leben etwa 2500 Einwohner, was bedeutet, dass die Gmina Kozielice einwohnermäßig die zweitkleinste Gemeinde der 114 Gemeinden in der Woiwodschaft Westpommern ist.
Im Gemeindegebiet gibt es zwei Postleitzahlengebiete: Kozielice = 74-204, und Tetyń = 74-205.
Nachbargemeinden sind:
- Die Gmina Bielice (Gemeinde Beelitz) und die Gmina Pyrzyce (Gemeinde Pyritz) im selben Kreis,
- die Gmina Banie (Gemeinde Bahn) im Powiat Gryfiński (Greifenhagener Kreis),
- die Gmina Myślibórz (Gemeinde Soldin) im Powiat Myśliborski (Soldiner Kreis).

## Gemeindegliederung
Die Gmina Kozielice ist in 11 Ortsteile („Schulzenämter“) unterteilt, denen weitere Ortschaften zugeordnet sein können.

### Ortsteile
- Czarnowo (Groß Zarnow)
- Kozielice (Köselitz)
- Łozice (Loist)
- Maruszewo (Marienfelde)
- Mielno Pyrzyckie (Groß Möllen)
- Przydarłów (Brederlow)
- Rokity (Rackitt)
- Siemczyn (Siebenschlößchen)
- Tetyń (Beyersdorf)
- Trzebórz (Eichelshagen)
- Załęże (Marienwerder)

### Übrige Ortschaften
Podborze (Waldberg) und Zadeklino (Heinrichslust).

## Verkehr

### Straßen
Im Norden des Gemeindegebietes verläuft die Woiwodschaftsstraße 122 in den Ortsteilen Łozice (Loist) und Rokity (Rackitt) und sorgt für direkte Anbindung der Gmina an die beiden Kreisstadtregionen von Pyrzyce (Pyritz) und Gryfino (Greifenhagen) sowie der Stadt Dolice (Dölitz). Alle übrigen Gemeindeteile sind durch kleinere Nebenstraßen und Landwege bis hin zur südlichsten Ortschaft Załęże (Marienwerder) miteinander „vernetzt“.
Durch den Nordosten des Gemeindegebietes wurde zwischen 2007 und 2010 die Trasse der neuen Schnellstraße S 3 verlegt. Am 22. Oktober 2010 wurde der Streckenabschnitt freigegeben. Die S 3, die auch Europastraße 65 ist, verbindet die Ostsee mit den Woiwodschaften Westpommern, Lebus und Niederschlesien.

### Schienen
Für die Gmina Kozielice besteht keine direkte Schienenanbindung mehr für Personenverkehr, im nächstgelegenen Pyrzyce gibt es nur noch Güterverkehr. Zwischen 1899 und 1992 gab es eine Eisenbahnstrecke direkt durch das Gebiet der heutigen Landgemeinde, die von Stargard über Pyritz bis nach Jädickendorf (Godków) führte und dort Anschluss an die Strecke nach Wriezen hatte. Diese Strecke bestand seit 2008 wieder als Güterverkehrsstrecke zwischen Stargard und Kozielice, wurde aber mittlerweile wieder stillgelegt. Im Gebiet der heutigen Gmina lagen die Bahnstationen Köselitz (Kozielice), Eichelshagen (Trzebórz) und Beyersdorf (Tetyń). Der Personenverkehr ruht seit 1992 zwischen Pyrzyce und Godków, seit 2000 auch zwischen Stargard und Pyrzyce.